# Jonas Aleksa
Jonas Aleksa (* 23. Februar 1939 in Telšiai; † 17. Oktober 2005 in Litauen) war ein litauischer Dirigent und Musikpädagoge.

## Leben
Von 1949 bis 1956 lernte an der 10-jährigen Musikschule in Vilnius. Von 1956 bis 1961 studierte er am Lietuvos valstybinė konservatorija (bei Doz. Antanas Budriūnas). Von 1962 bis 1965  studierte er in der Aspirantur in Leningrad. Ab 1968 lehrte er an der LMTA, ab 1986 als Dozent, ab 1996 als Professor.